# Disciples of the Ultimate Void
Disciples of the Ultimate Void – jedyne demo francuskiej grupy muzycznej Deathspell Omega. Zostało ono wydane 1 lipca 1999 roku przez Drakkar Productions. Kaseta z materiałem była limitowana do 66 kopii. Utwory z tego wydawnictwa można znaleźć na drugiej stronie winylowej wersji albumu Infernal Battles.

## Lista utworów
1. „Raping Human Dignity” – 4:12
2. „The Ancient Presence Revealed” – 5:25
3. „Knowledge Of The Ultimate Void” – 4:37
4. „Death's Reign (Human Futility)” – 4:19

## Twórcy
- Mikko Aspa – śpiew
- Hasjarl – gitara elektryczna
- Khaos – gitara basowa
- Yohann – perkusja